# Catimba

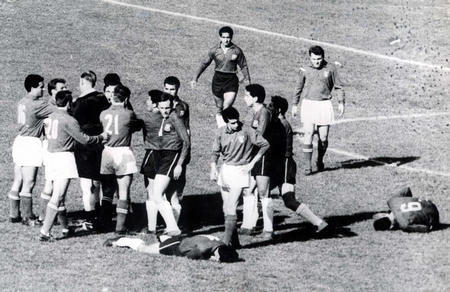
A catimba, considerada por muitos parte integrante da cultura do futebol sul-americano.

Catimba ou cera (existe também o neologismo anglófono "gamesmanship"), é um termo muito utilizado no desporto para designar o antijogo clássico, retardando a partida e mexendo psicologicamente com seu adversário. A catimba é mais comum no futebol, especialmente no Futebol da América do Sul, mas este artifício também é utilizado em outros esportes. Segundo o dicionário Houaiss, catimba é um “procedimento utilizado em certas competições esportivas, especialmente o futebol, e que consiste em prejudicar o desempenho do adversário por meio de recursos astuciosos e, às vezes, antiesportivos”. Já o Jornal "Folha de S.Paulo" assim definiu o termo catimba: "Malandragem durante a partida sob diversas formas, para enervar o adversário ou para obter proveito com a marcação, pelo juiz, de infração inexistente ou até gol feito ilicitamente. 2. Prática de jogo caracterizada (...) pela abundância de infrações com paralisações frequentes, chutões pela lateral, demora na cobrança de falta".

## Origem
A origem do termo catimba é duvidosa. A única tese a respeito é do estudioso Nei Lopes e merece consideração, mesmo porque nenhuma etimologia adversária se apresentou para desafiá-la. Segundo ele, "catimba" deriva-se da palavra do quimbundo (língua angolana da família banta) kantimba, que significa "lebre" (relacionado a ndimba, "pessoa astuciosa", "esperta").

## Técnicas
Técnicas comuns de catimba incluem:
- Interromper o fluxo normal do jogo; Ex: 1- Nos jogo de dardos, um jogador intencionalmente demora muito para tirar seus dardos do alvo. 2- Ou ainda, fingir uma lesão no meio da partida, interrompendo a mesma para que ele seja atendido pelo médico.
- Fazer com que um oponente pense demais em uma ação; Ex: na hora do pênalti, um goleiro dizer pro cobrador que conhece a forma com ele bate um pênalti.[3]
- Intencionalmente cometer um "erro" primário; Ex: 1- No críquete, sair para rebater com duas luvas para destros e depois perder tempo resolvendo o problema. 2- Fazer o sinal de "tempo", mesmo sabendo que todos os tempos permitidos já foram esgotados, e questionar o árbitro.
- Passar uma informação falsa pro adversário; Ex: Informar o local de chegada de um voo que não condiz com a realidade, para que os jogadores saiam do avião sem precisarem enfrentar os torcedores adversários e até a imprensa,[4] ou ainda passar a informação, via imprensa, de que um jogador está machucado e sem condições de jogo (não colocar o jogador para treinar para que ninguém desconfie) e na hora do jogo ele é escalado.[5][6]
- Intimidação da arbitragem[7] através de constantes questionamentos de suas decisões

## Catimba no futebol
No futebol a catimba é uma estratégia utilizada visando evitar que o adversário consiga desenvolver seu jogo. Para isso, a equipe que está catimbando faz um grande número de faltas, demora exageradamente na reposição da bola em jogo, gandulas treinados para demorar a repor as bolas ou até mesmo para jogar mais de uma bola em campo, tudo isso para mexer psicologicamente com seu adversário.
Há também um outro tipo de catimba, mas que é muito utilizada pelos torcedores. Estes descobrem aonde a equipe adversária está hospedada e, com barulhos, atrapalham a concentração da equipe.

## Catimba em outros esportes
Para além do futebol, também é possível perceber a utilização desta artimanha.

### Fórmula 1
Um exemplo de catimba na fórmula 1 ocorreu quando, num treino livre, Lewis Hamilton diminuiu a velocidade no pit-lane (local onde não é permitida ultrapassagens), atrapalhando Max Verstappen a completar sua volta antes do final do treino, e assim pudesse fazer mais uma volta rápida.

### Sinuca
Ficar intencionalmente na linha de visão do oponente e, em seguida, mover-se repentinamente quando o oponente estiver prestes a dar a tacada, sob o pretexto de sair da linha de visão. "Mais ou menos no último momento, saltando para a posição correta com agilidade exagerada, e ficar de pé rigidamente com a cabeça baixa."

### Tenis
No tênis, um exemplo de catimba ocorre quando o adversário demora para fazer o seu saque, ou até mesmo finge que está machucado.

### Tênis de Mesa
Cazuo Matsumoto, mesa-tenista brasileiro, conta que no Tênis de mesa a catimba é muito utilizada. Segundo ele "tem gente que faz cera para caramba. Que enrola, passa a mão na mesa, depois passa de novo, volta, respira. Você pode ir na toalha a cada seis pontos. Mas tem gente que demora, limpa bem o suor, tudo para atrapalhar o adversário. Tem gente que grita exageradamente, faz escândalo e atrapalha o adversário. Outros pegam a bolinha para sacar logo e não dar tempo do adversário respirar."